# Rožnik (dzielnica Lublany)

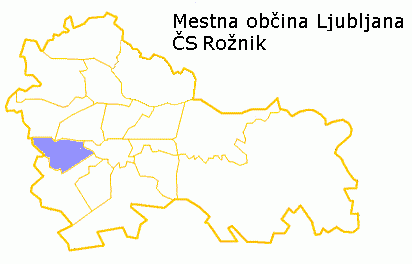
Rožnik na tle całej Aglomeracji Lublany

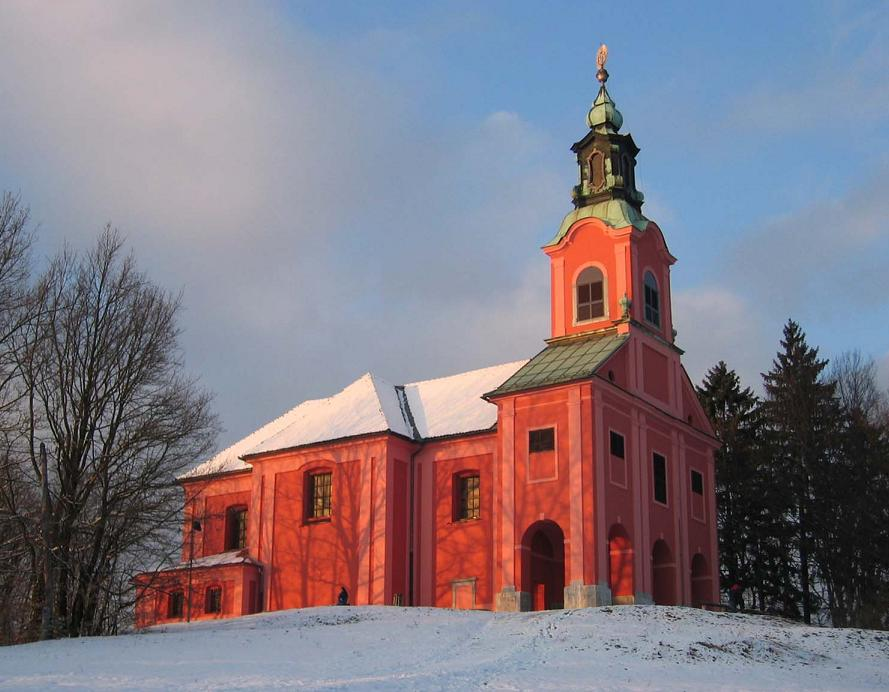
Kościół Nawiedzenia Najświętszej Marii Panny na wzgórzu Rožnik

Rožnik jest dystryktem Aglomeracji Lublany, stolicy Słowenii. Zajmuje powierzchnię 835 ha. Liczba mieszkańców wynosi 12.968. Duża część dystryktu Rožnik leży na wzgórzu o takiej samej nazwie. Godnymi uwagi miejscami są Park Tivoli (część zachodnia parku), kościół Nawiedzenia Najświętszej Marii Panny oraz Zoo Lublana. 

## Zoo Lublana
Ljubljana Zoo (słoweń.: Živalski vrt Ljubljana) jest to zoo w dystrykcie Rožnik stworzone w 1949 roku. Jest ono słoweńskim narodowym parkiem zoologicznym. Zoo obejmuje powierzchnię 19,6 hektarów. Można znaleźć tam 152 gatunki zwierząt oraz 580 zwierząt ogółem. Długość ścieżek spacerowych wynosi 6,5 km. 
W okresie letnim (od 1 maja do 31 października) zoo otwarte jest w godzinach od 9:00 do 19:00, natomiast w okresie zimowym od 9:00 do 16:00. Także w okresie letnim kursuje linia autobusowa numer 23, którą można dojechać z centrum miasta do zoo.

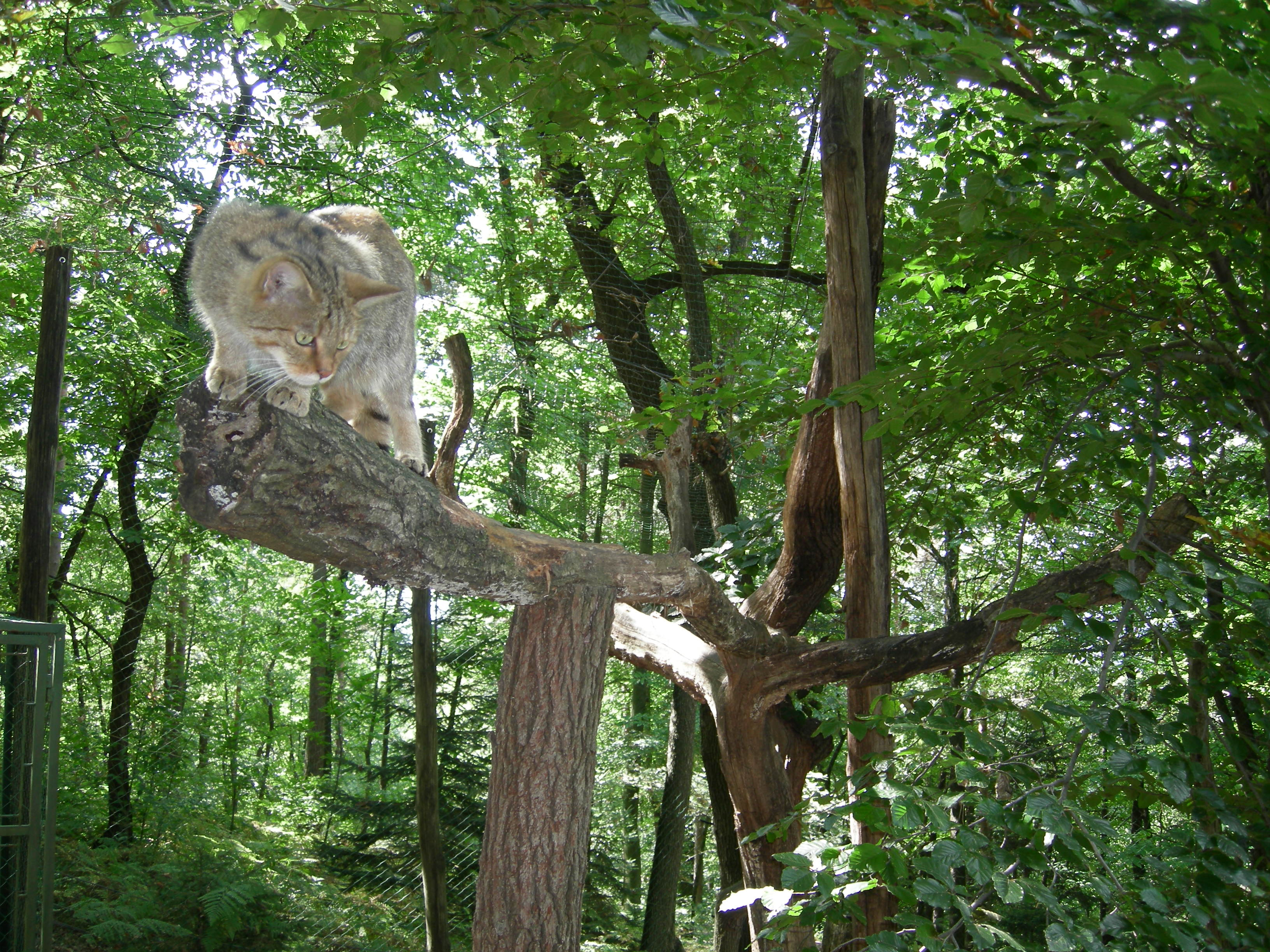
Żbik
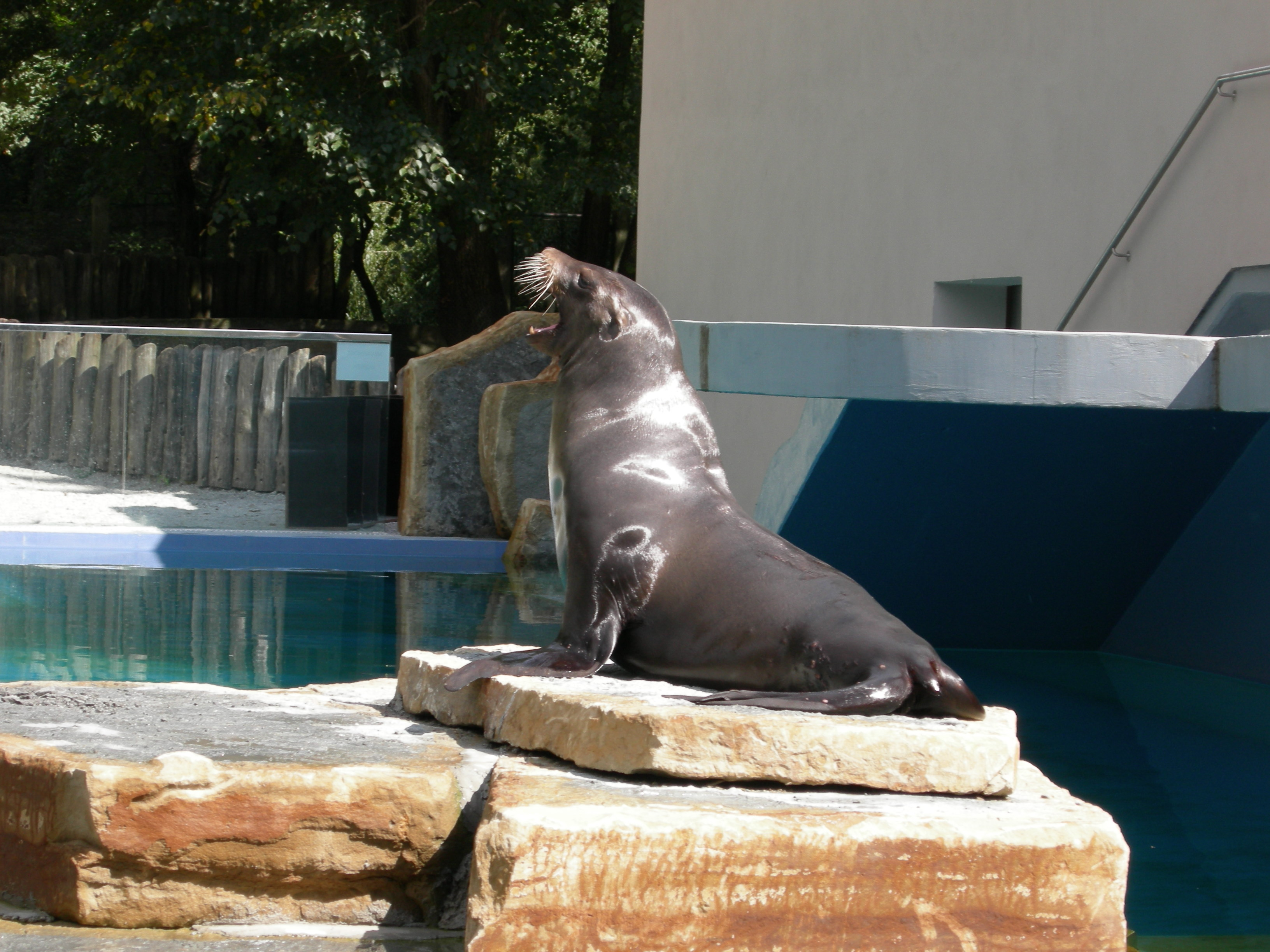
Uchatka kalifornijska
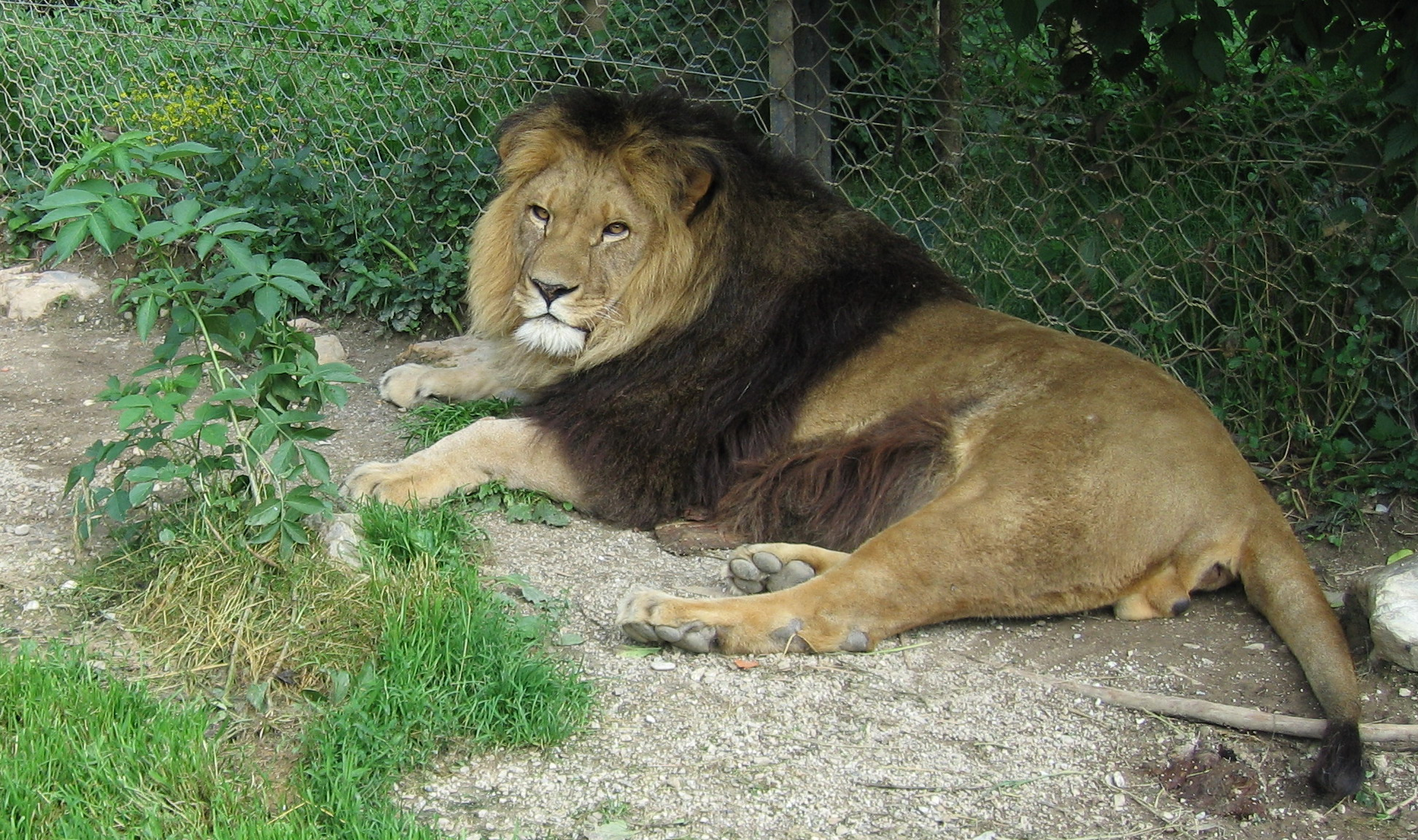
Lew
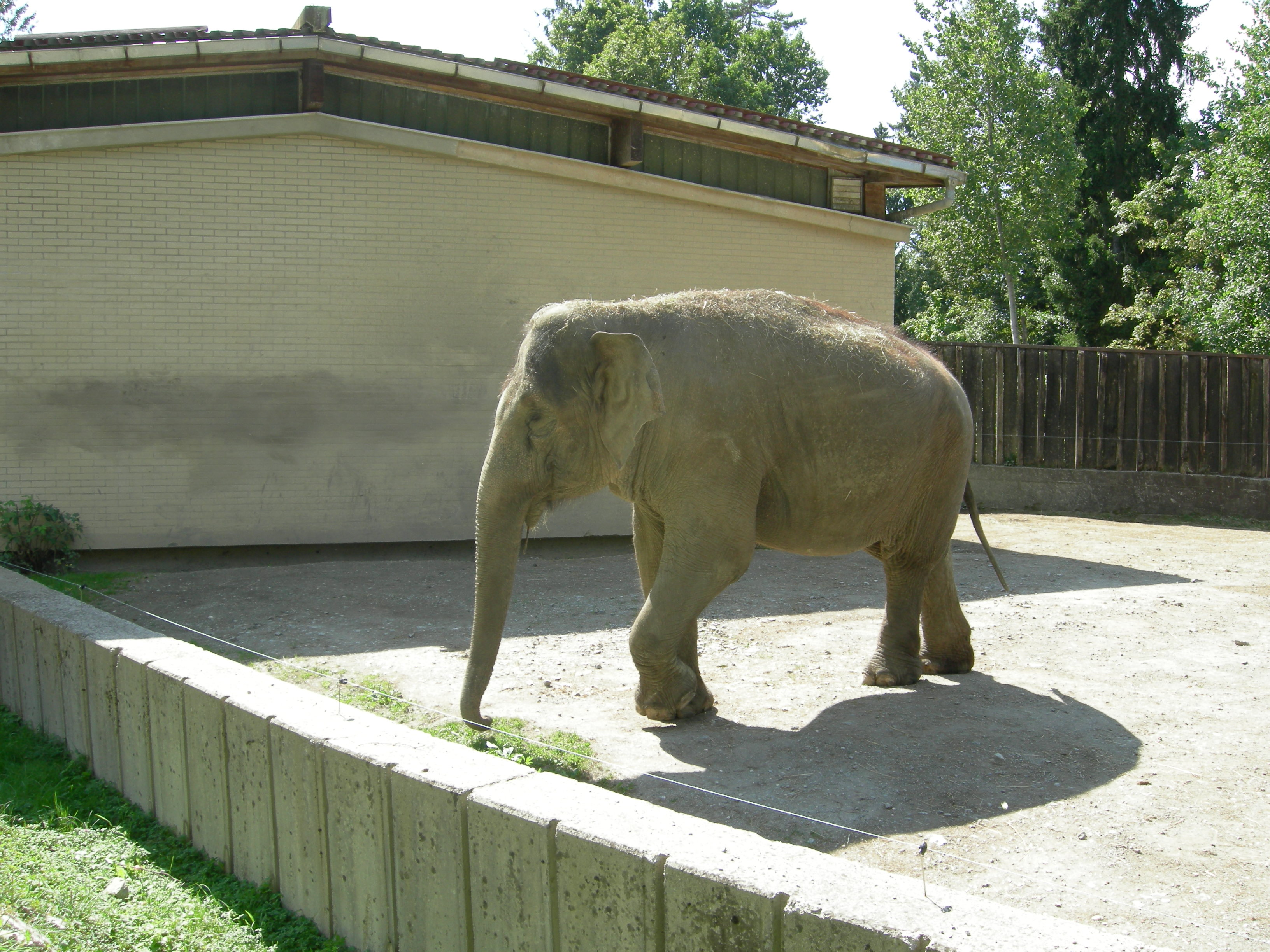
Słoń indyjski
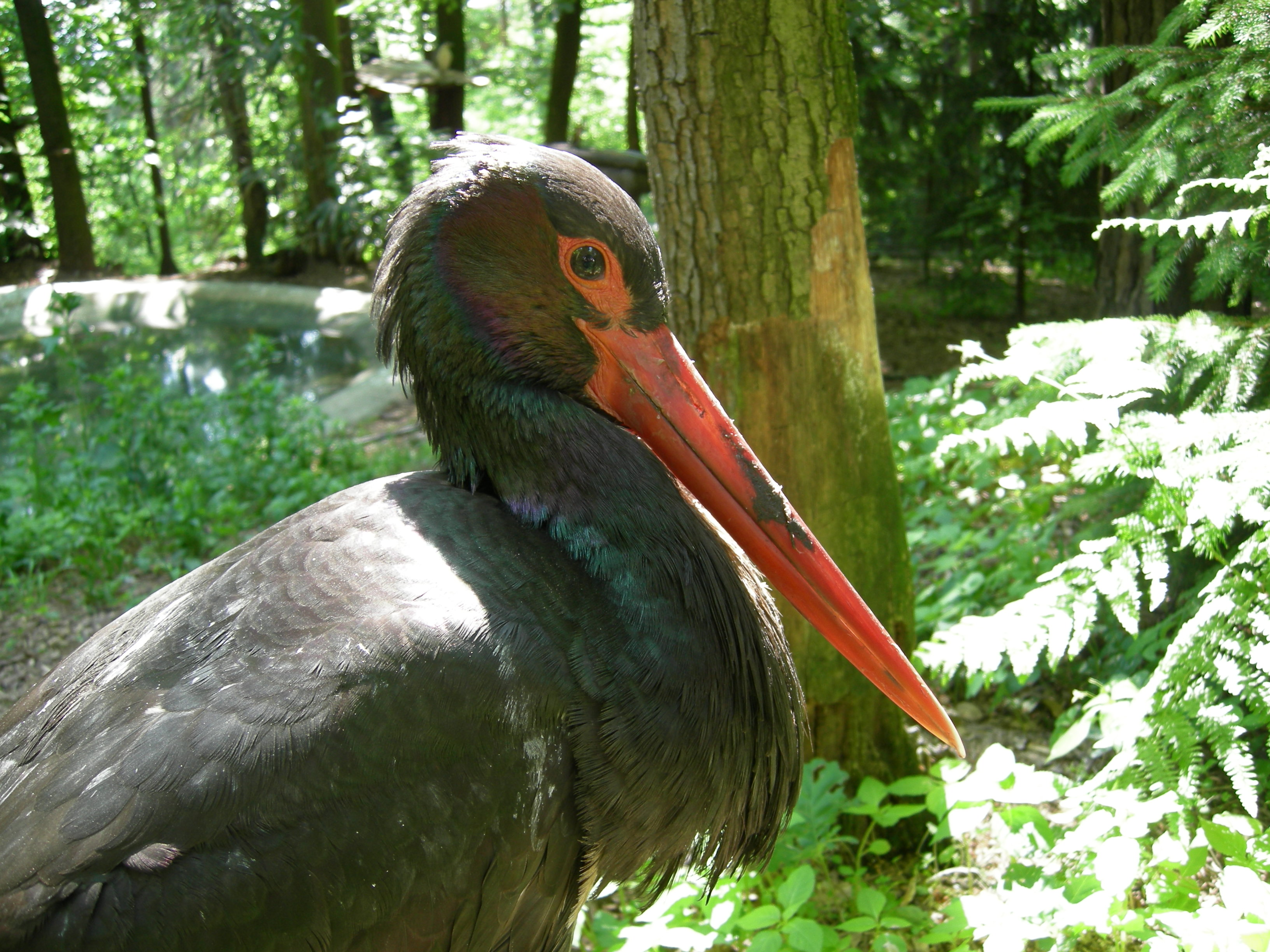
Bocian czarny